# Gaudenzio Bonfigli
Gaudenzio Bonfigli OFMObs (ur. 6 marca 1831 w Matelicy, zm. 6 kwietnia 1904 w Aleksandrii) – włoski duchowny rzymskokatolicki, obserwant, misjonarz, arabista, arcybiskup, dyplomata papieski.

## Biografia
W 1846 złożył śluby zakonne w Zakonie Braci Mniejszych Obserwantów. W 1853 otrzymał święcenia prezbiteriatu i został kapłanem swojego zakonu. W 1858 wstąpił do kolegium misyjnego w Rzymie, po ukończeniu którego wyjechał na misje do Ziemi Świętej i w Egiptu. Od 1861 do 1874 był dyrektorem Kolegium Franciszkanów w Aleppo. W 1874 wybrany Kustoszem Ziemi Świętej.
Uchodził za eksperta w dziedzinie języka arabskiego. Napisał prace o gramatyce tego języka oraz podręcznik do jego nauki.
19 sierpnia 1881 papież Leon XIII mianował go biskupem pomocniczym wikariatu apostolskiego Aleppo oraz biskupem in partibus infidelium casijskim. 13 listopada 1881 w bazylice Grobu Świętego w Jerozolimie przyjął sakrę biskupią z rąk łacińskiego patriarchy Jerozolimy Vincenzo Bracco. Współkonsekratorem był wikariusz apostolski Aleppo Luigi Piavi OFMObs.
19 sierpnia 1890 został delegatem apostolskim w Syrii. Otrzymał wówczas arcybiskupstwo tytularne Cabasy. 25 lutego 1896 przeniesiony na urząd delegata apostolskiego w Egipcie i Arabii. Był nim do śmierci 6 kwietnia 1904.